# Antonia Abraham
Antonia Francisca Abraham Schüssler (* 7. Juli 1997 in San Pedro de la Paz) ist eine chilenische Ruderin.

## Familie
Antonia ist ein Vierling der Familie Abraham. Bei den anderen Vierlingen handelt es sich um Melita Abraham, Alfredo Abraham und Ignacio Abraham. Alle Vierlinge erruderten bei den Panamerikanischen Spielen 2023 mindestens eine Goldmedaille, im Mixed-Achter erkämpften sie gemeinsam Silber.

## Sportliche Karriere
Im Jahr 2014 nahm Antonia Abraham erstmals an den Junioren-Weltmeisterschaften im Rudern teil. Zusammen mit ihrer Schwester Melita erreichte sie das Finale im Zweier ohne Steuerfrau und belegte den fünften Platz. Bei den Olympischen Jugend-Spielen 2014 in Nanjing wurde im Gegensatz zu den Junioren-Weltmeisterschaften nur eine Strecke von 1000 Metern gerudert. Im A-Finale belegten die Schwestern den fünften Platz. Im folgenden Jahr bei den Junioren-Weltmeisterschaften 2015 gewannen die Schwestern die Silbermedaille hinter den Russinnen. Bei den Panamerikanischen Spielen wurden die Schwestern 2015 Zweite hinter Emily Huelskamp und Molly Bruggeman aus den Vereinigten Staaten. Die Abraham-Schwestern wurden 2016 Siebte bei den U23-Weltmeisterschaften. Ein Jahr später siegten sie bei den U23-Weltmeisterschaften in Plowdiw. 2018 in Posen erkämpften die beiden Chilenninen die Bronzemedaille. 2018 nahmen die Abraham-Schwestern auch an den Weltmeisterschaften ohne Altersbeschränkung teil und belegten den 14. Platz. 2019 in Linz/Ottensheim wurden die beiden Zwölfte. Bei den Panamerikanischen Spielen 2019 in Lima gewannen die beiden im Zweier ohne Steuerfrau, beide waren auch Ruderinnen im siegreichen Doppelvierer.
2021 belegten die beiden Schwestern den dritten Platz im Zweier ohne Steuerfrau bei der Qualifikationsregatta für die Olympischen Spiele in Tokio, nur die ersten beiden Boote bekamen das Ticket. Im Oktober 2022 traten die Schwestern bei den Südamerikaspielen in Asuncion an. Sie siegten im Zweier ohne Steuerfrau und im Doppelvierer, hier ergänzt durch Victoria und Christina Hostetter. Im Einer wurde Antonia Abraham Dritte. 2023 bei den Weltmeisterschaften in Belgrad wurden Melita und Antonia Abraham Fünfte im Zweier ohne Steuerfrau und qualifizierten sich damit für die Olympischen Spiele 2024. Im Oktober 2023 bei den Panamerikanischen Spiele in Santiago traten die Abraham-Schwestern mehrfach an und gewannen auch mehrere Medaillen. Sie erruderten Gold im Vierer ohne Steuerfrau, Silber im Doppelzweier, im Doppelvierer und im Mixed-Achter sowie Bronze im Frauen-Achter. Im Zweier ohne Steuerfrau waren die Abraham-Schwestern bei den Panamerikanischen Spielen nicht angetreten. Bei den Olympischen Spielen 2024 in Paris waren sie im Zweier am Start und wurden als Dritte des B-Finales Neunte der Gesamtwertung.